# Fethi
Fethi (von türkisch fetih: „die Einnahme, die Eroberung“) ist ein türkischer männlicher Vorname arabischer Herkunft. Keine originär türkische Form, aber eine Schreibvariante des Namens ist Feti. Die weibliche Form des Namens lautet Fethiye.

## Verbreitung
Der Name taucht in Deutschland seit 2008 immer wieder in der Namensgebung auf. Von 2010 bis 2023 wurde er etwa 30 Mal vergeben. In der Schweiz tragen 97 Personen diesen Namen (Stand 2023). Der Name kommt in Österreich seit 2003 vor, seitdem wurde er fünf Mal gewählt.
In den nordischen Ländern Dänemark, Norwegen und Schweden wird Fethi meistens von Auswandern aus arabischsprachigen Ländern vergeben. Er gilt als nicht sonderlich beliebt.
In Frankreich wird der Name seit Anfang der 1960er Jahre jährlich bei der Namenswahl berücksichtigt. Von 1930 bis 2023 wurden rund 830 Jungen so genannt. Seine Vergabe ist auch in Belgien und Kanada nachgewiesen.

## Namensträger

### Osmanische Zeit
- Fethi Bey (1887–1914), Offizier und Pilot in der osmanischen Armee

### Männlicher Vorname
- Fethi Ahmed Atunsi (* 1983), libyscher Radrennfahrer
- Fethi Benslama (* 1951), tunesischer Psychoanalytiker und Autor
- Fethi Çokkeser (* 1959), türkischer Fußballspieler und -trainer
- Fethi Haddaoui (1961–2024), tunesischer Schauspieler, Filmproduzent und Drehbuchautor
- Fethi Heper (1944–2025), türkischer Fußballspieler
- Feti Okuroğlu (* 1971), türkischer Fußballspieler und -trainer
- Fethi Okyar (Ali Fethi Bey; 1881–1943), türkischer Politiker und Ministerpräsident
- Fethi Savaşçı (1930–1989), türkisch-deutscher Schriftsteller
- Nicolas Fethi Türksever (* 1989), deutsch-türkischer Schauspieler

### Weiblicher Vorname
- Fethiye Çakıl (1933–2009), türkisch-deutsche Integrationsförderin
- Fethiye Çetin (* 1950), türkische Rechtsanwältin, Schriftstellerin und Menschenrechtsaktivistin